# Octoknema mokoko
Espèce
Octoknema mokoko est une espèce de plantes de la famille des Olacaceae et du genre Octoknema selon la classification phylogénétique.
Son épithète spécifique fait référence à la localité de Mokoko dans le Sud-Ouest du Cameroun où elle est localisée.

## Description
Octoknema mokoko est une espèce de plante localisée dans l'Ouest du Cameroun.